# Tacrolimus
Il Tacrolimus (anche noto come FK-506) è un farmaco immunosoppressore utilizzato soprattutto nei trapianti d'organo per ridurre l'attività del sistema immunitario del paziente e di conseguenza il rischio di rigetto.
Ha caratteristiche simili alla ciclosporina, ma è molto più potente a parità di volume. Come la ciclosporina ha un ampio spettro di interazioni contrarie, fra cui quella con il pompelmo che aumenta la concentrazione del farmaco nel plasma sanguigno.
Il farmaco è proprietà della Astellas Pharma Inc. e viene venduto con il marchio registrato Advagraf.
Venne testato per la prima volta nel gennaio 1991 su un bambino italiano sottoposto a trapianto di fegato, e successivamente approvato dalla Food and Drug Administration nel 1994 per i trapianti di fegato, è oggi esteso anche a quelli di rene, cuore, pancreas, polmone, faccia e altri.
Gli effetti secondari possono includere problemi alla vista, problemi renali ed epatici, tremori, ipertensione, diabete mellito.
È stato anche usato in preparazioni topiche per il trattamento di gravi dermatiti (marchio registrato Protopic), con minori effetti indesiderati. La preparazione topica è usata, tra l'altro, nel trattamento della vitiligine.
Il tacrolimus per uso topico non deve essere considerato farmaco di prima linea nel trattamento della dermatite atopica (rischio potenziale di tumore cutaneo e linfonodale), pertanto deve essere prescritto solo dopo risposta insufficiente al trattamento corticosteroideo e mai per periodi prolungati in modo continuativo; terapie prolungate devono prevedere periodi di sospensione. Il tacrolimus è controindicato nei bambini con meno di 24 mesi, nei bambini e negli adulti immunodepressi, in caso di lesioni sospette (nella fase iniziale le lesioni della dermatite atopica potrebbero essere confuse con lesioni da linfoma cutaneo a cellule T).
Il tacrolimus può indurre prolungamento del tratto QT; si raccomanda cautela in caso di somministrazione per via sistemica a pazienti con prolungamento congenito del tratto QT o in terapia con farmaci noti per indurre prolungamento del tratto QT (antiaritmici, cisapride, terfenadina, macrolidi, chinoloni, antimicotici azolici, antidepressivi, venlafaxina, antipsicotici).
Nei pazienti trapiantati con diabete è preferibile la ciclosporina al tacrolimus. Il tacrolimus infatti è stato associato ad una maggior incidenza di diabete di nuova insorgenza rispetto alla ciclosporina (33,6% vs 26%, p=0,046) e la percentuale di pazienti che ha richiesto trattamenti antidiabetici è risultata più elevata nel gruppo trattato con tecrolimus (18% vs 12,5%, p<0,05). Questi dati sono stati confermati anche in altri studi.
Il tacrolimus è escreto nel latte materno. In via precauzionale il farmaco non viene raccomandato nelle donne che allattano, anche se alcuni dati preliminari evidenzierebbero un assorbimento sistemico neonatale a dosi tali da non risultare tossiche.